# Chawki Deif
Chawki Deif (ur. 13 stycznia 1910 w Dumyat, zm. 10 marca 2005) – egipski historyk literatury.
Studiował Koran w wiejskiej szkole, potem nauki humanistyczne na uniwersytecie w Kairze. W 1935 ukończył studia i podjął pracę na tymże uniwersytecie; w 1942 obronił doktorat na podstawie pracy Gatunki artystyczne w poezji arabskiej. Publikacja ta stała się jednym z wiodących podręczników teorii literatury na uczelniach arabskich. Przez ponad 50 lat Deif był wykładowcą uniwersytetu w Kairze, ciesząc się opinią autorytetu w dziedzinie zarówno literatury, jak i historii arabskiej. W latach 60. zainicjował wydawanie wielotomowej Historii Literatury Arabskiej.
Był członkiem, a od 1996 prezydentem Akademii Języka Arabskiego.